# Księstwo wielkopolskie
Księstwo wielkopolskie (łac. Ducatus Poloniae Maior) – średniowieczne polskie księstwo dzielnicowe położone w Wielkopolsce ze stolicą w Poznaniu, powstałe w wyniku rozdrobnienia feudalnego wczesnopiastowskiej Polski w 1138 roku. W 1320 roku stało się częścią zjednoczonego Królestwa Polskiego, na terenie dawnej dzielnicy powstały województwa poznańskie i kaliskie.

## Historia
Ziemia Mieszka III Starego (księstwo wielkopolskie)

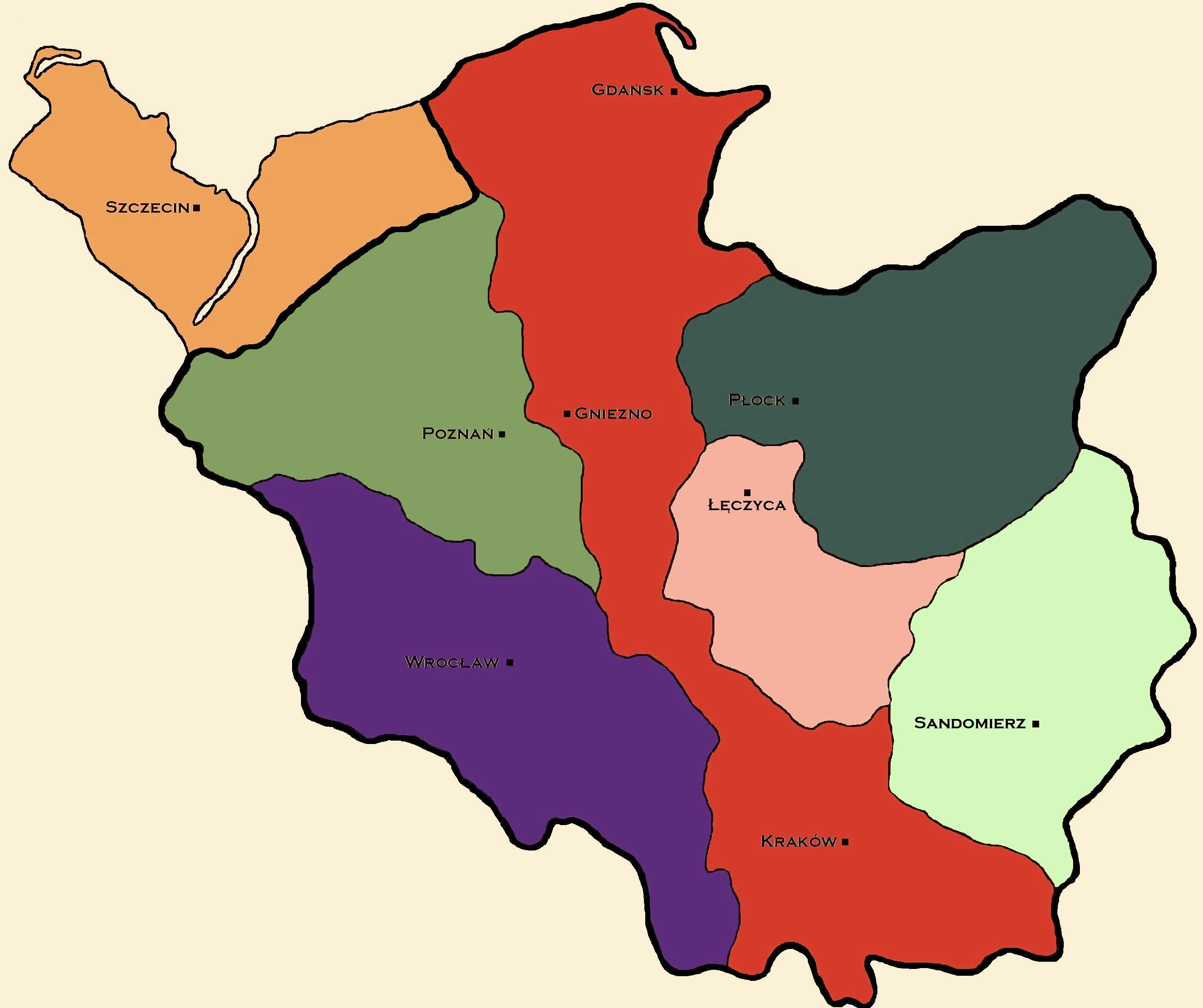
Podział księstwa polskiego na dzielnice w 1138 r. według ustawy sukcesyjnej Bolesława Krzywoustego:
Ziemia Mieszka III Starego (księstwo wielkopolskie)

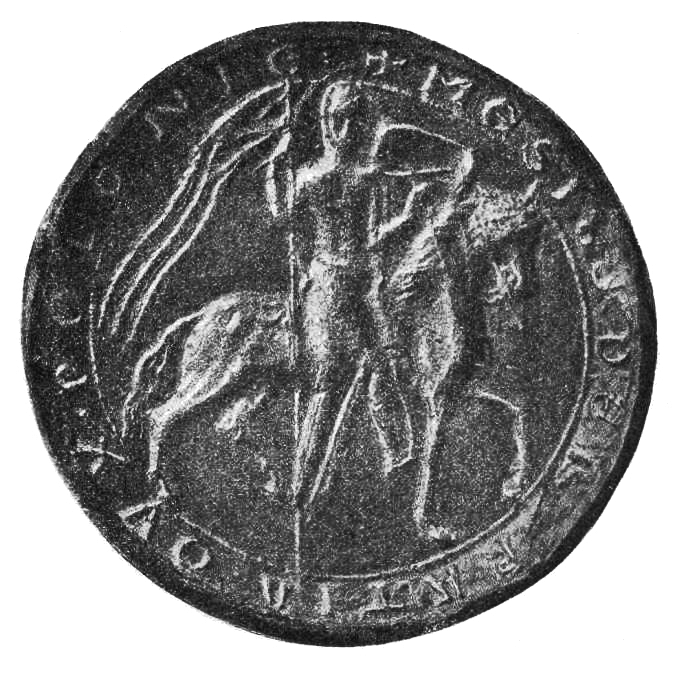
Pieczęć Mieszka Starego z napisem Mesico Dei Gratia Dux Polonie (1145). grafika do książki Encyklopedia staropolska.

Po podziale państwa polskiego, w okresie rozbicia dzielnicowego w 1138 roku, pomiędzy synów Bolesława III Krzywoustego, Wielkopolska przypadła Mieszkowi III Staremu. Dzielnicą przez ponad wiek rządzili jego potomkowie, Piastowie wielkopolscy, a przejściowo także Henryk I Brodaty i Henryk II Pobożny, przedstawiciele śląskiej linii tej dynastii  .

### Panowanie Mieszka III Starego
W myśl zasady senioratu, Mieszko musiał uznawać zwierzchność seniora, którym był jego przyrodni, starszy brat, Władysław II Wygnaniec . Do pierwszego poważniejszego konfliktu z Władysławem doszło na przełomie 1140 i 1141, gdy juniorzy Bolesław IV Kędzierzawy i Mieszko III, zwołali razem z matką, bez wiedzy księcia seniora, wiec możnych do Łęczycy, na którym postanowiono wydać najmłodszą ich siostrę Agnieszkę za mąż za syna księcia kijowskiego Wszewołoda Olegowicza  .
Wojna wybuchła ponownie na początku 1146. Senior był jednak pewny zwycięstwa a sukces wydawał się w zasięgu ręki, gdyż Bolesław i Mieszko, obawiając się starcia w otwartym polu, zamknęli się w umocnionym Poznaniu, rychło oblężonym przez Władysława. Tam doszło do niespodziewanego zwrotu i klęski. Przyczynami przegranej Władysława były klątwa kościelna, rzucona przez metropolitę gnieźnieńskiego Jakuba ze Żnina oraz skuteczna odsiecz zorganizowana przez możnych przeciwnych powrotowi jedynowładztwa. Klęska była zupełna – jeszcze przed majem 1146 cała Polska znalazła się w rękach juniorów, zaś Władysław został wygnany do Niemiec na dwór króla rzymskiego Konrada III.
Objąwszy władzę w Polsce, Bolesław IV Kędzierzawy i Mieszko III zaprowadzili w niej nowe porządki. Nowym seniorem został starszy Bolesław, który przejął również dzielnicę dziedziczną Władysława, tj. Śląsk. Mieszko w nowej rzeczywistości zadowolił się rolą ścisłego współpracownika brata. Własną dzielnicę objął wtedy młodszy brat, Henryk, tj. Sandomierszczyznę.
W sierpniu 1146 na Polskę ruszyła wyprawa króla Konrada III z zamiarem przywrócenia na tron Władysława II Wygnańca (Wojna polsko-niemiecka (1146)). Przedsięwzięcie to poniosło klęskę na skutek wylewu Odry i niechęci wobec wojny feudałów niemieckich. Ostatecznie doszło do porozumienia, na mocy którego Konrad III uznał władzę Bolesława w zamian za hołd lenny i trybut. Spór juniorów z Władysławem miał zostać rozstrzygnięty w późniejszym terminie, na zjeździe w Niemczech, na który zobowiązali się stawić Bolesław i Mieszko. Zapowiadane rokowania nie odbyły się, gdyż Konrad był zajęty przygotowaniami do krucjaty  .
Wciąż ubiegający się o tron Władysław spotkał się w 1157 w Bambergu z nowy cesarzem i wyjednał kolejną interwencję w Polsce (Wojna polsko-niemiecka (1157)). Do wyprawy cesarza rzymskiego Fryderyka Barbarossy przeciw Polsce doszło już w tym samym roku. Z nieznanych przyczyn Bolesław i Mieszko nie próbowali tradycyjnej obrony na linii Odry – spalili tamtejsze grody w Głogowie i Bytomiu i rozpoczęli odwrót. Wojska cesarskie bez problemu wkroczyły w głąb Wielkopolski. Bolesław IV Kędzierzawy nie podejmował walki. Gdy cesarz dotarł pod Poznań, Bolesław poprosił o pokój, który faktycznie zawarto w obozie cesarskim pod Krzyszkowem. Tam doszło do upokarzającego hołdu lennego Bolesława, który z mieczem uwiązanym u szyi prosił Fryderyka o przebaczenie. Władcy Polski zapłacili również cesarzowi trybut, obiecali przysłać posiłki na wyprawę włoską oraz stawić się na Boże Narodzenie w Magdeburgu, gdzie miał być rozstrzygnięty ostatecznie spór z wygnanym seniorem rodu Władysławem. Jako gwarancję wypełnienia układu juniorzy wysłali do Niemiec zakładników z młodym Kazimierzem Sprawiedliwym na czele. Dzięki zaangażowaniu się cesarza w sprawy włoskie i śmierci Władysława II w maju 1159, juniorzy nie byli zmuszeni wypełniać groźnych dla nich postanowień krzyszkowskich (śmierć Władysława umożliwiła powrót jego synów – Bolesława Wysokiego i Mieszka Plątonogiego w 1163)  .
Gdy 5 stycznia 1173 umarł Bolesław Kędzierzawy, Mieszko został księciem seniorem. Władzę Mieszka III uznali wszyscy książęta w Polsce, a nowy princeps odtąd tytułował się księciem całej Polski (łac. dux totius Poloniae). Wkrótce jednak musiał stawić czoła buntowi w Krakowie wywołanemu przez małopolskich możnych pod wodzą jego młodszego brata Kazimierza II Sprawiedliwego przy wsparciu obawiającego się o swoje dziedzictwo własnego syna Mieszka, Odona. Kazimierz przyjął tytuł książęcy, natomiast w 1179 roku Odon wygnał nawet ojca z ziem wielkopolskich. Mieszko uciekł do Księstwa pomorskiego na dworze księcia Bogusława I, męża jego córki Anastazji.
Przy wsparciu wojsk pomorskich Mieszko w 1181 roku mógł powrócić do swojego księstwa, a także podbić przyległe ziemie gnieźnieńskie i kaliskie, należące dawniej do prowincji senioratu. Odon został zmuszony do opuszczenia Poznania i zachował tylko niewielki pas ziemi na południe od rzeki Obry. O ile kolejne próby odzyskania przez Mieszka tytułu książęcego nie powiodły się, o tyle w 1186 roku udało mu się dalej rozszerzać swoje księstwo o przyległe ziemie kujawskie aż po Wisłę na wschodzie, którymi władał jego zmarły bratanek książę Leszek mazowiecki. Podarował Kujawy swojemu synowi Bolesławowi, jednak po śmierci Bolesława w 1195 roku ziemie te zostały ponownie oddzielone od Wielkopolski, gdy Mieszko musiał oddać Kujawy synowi Kazimierza, księciu Konradowi mazowieckiemu w 1199 roku.
W 1191 roku Mieszko ostatecznie odzyskał Kraków, jednak jego decyzja o powierzeniu władzy nad Małopolską synowi Mieszkowi Młodszemu okazała się porażką: Kazimierz wkrótce odzyskał tron polski, a Mieszko Młodszy uciekł do ojca, który zainstalował go jako księcia w Kaliszu. Gdy Mieszko Młodszy zmarł w 1193 roku, jego ojciec pogodził się z najstarszym synem Odonem i przekazał mu księstwo kaliskie. Po śmierci Odona w następnym roku wszystkie ziemie wielkopolskie zostały ponownie zjednoczone pod panowaniem Mieszka Starego; przekazał ziemie późnego Odona na południe od rzeki Obry swojemu jedynemu żyjącemu synowi Władysławowi Laskonogiemu. Do 1994 roku Mieszko Stary przeżył swoich braci. Jednak syn Kazimierza Leszek Biały, podobnie jak jego ojciec, nie uznał jego rządów w Krakowie. Po śmierci Mieszka w 1202 roku jego syn Władysław wkrótce stanął w obliczu konkurencyjnych roszczeń podnoszonych przez kuzyna  .

### Panowanie Władysława Laskonogi i Władysława Odonica

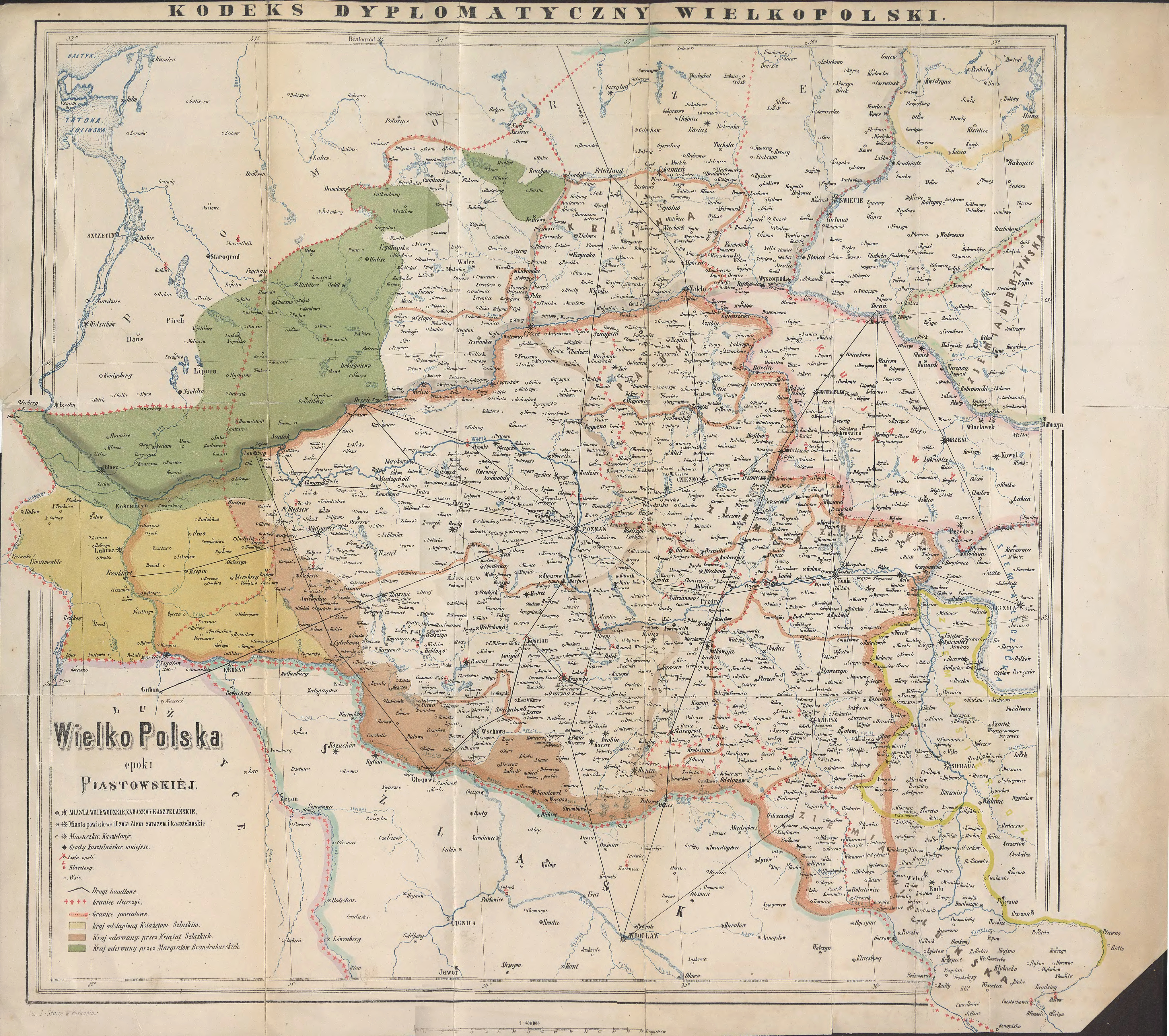
Wielkopolska w czasach piastowskich według Kodeksu dyplomatycznego Wielkopolski (kolorem żółtym zaznaczona ziemia lubuska i zielonym Nowa Marchia)

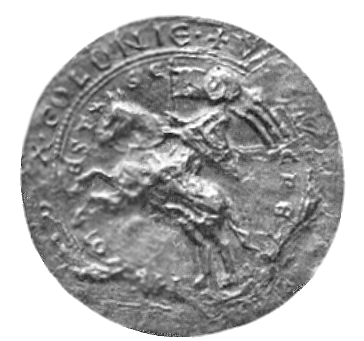
Pieczęć książęca Władysława Odonica, 1231

W 1206 roku Władysław Laskonogi ostatecznie utracił tytuł książęcy na rzecz Leszka i musiał ponadto rozprawić się ze zbuntowanym bratankiem Władysławem Odonicem, synem zmarłego brata Odona. Władysław Odonic rościł sobie prawa do ziem kaliskich, które jego ojciec posiadał w latach 1193/94 i udało mu się uzyskać poparcie arcybiskupa gnieźnieńskiego, jednak jego próby obalenia wuja nie powiodły się. Przynajmniej otrzymał Kalisz, wspierany przez księcia śląskiego Henryka Brodatego i od 1216 r. władał także wielkopolskimi ziemiami na południe od Obry.
W 1217 roku konflikt wybuchł ponownie, kiedy Władysław Laskonogi pogodził się z Leszkiem i Henrykiem i otrzymał wolną rękę w wypędzeniu Władysława Odonica, który uciekł na dwór księcia pomorskiego Świętopełka II. Jednak nawet z pomocą księcia pomorskiego Władysław Odonic zdołał podbić wielkopolskie ziemie Ujścia dopiero w 1223 roku. W 1227 roku Świętopełk najechał na zgromadzenie książęce w Gąsawie, w wyniku którego zginął książę Leszek, a książę Henryk Brodaty został ciężko ranny. Władysław Laskonogi nie uczestniczył w spotkaniu, co prawdopodobnie uratowało mu życie. Ponadto pozbył się swojego wieloletniego rywala Leszka, którego teraz mógł zastąpić jako wielki książę. Władysław Odonic, oskarżony o udział w napadzie, wycofał się do Księstwa mazowieckiego, gdzie zawarł kolejny sojusz z księciem Konradem I. Dzięki wsparciu zarówno pomorskiemu, jak i mazowieckiemu mógł odebrać całe księstwo wielkopolskie Władysławowi Laskonogiemu w 1229 roku.
Władysław Laskonogi uciekł na Śląsk i zmarł bezpotomnie dwa lata później, po czym jego siostrzeniec stał się jedynym spadkobiercą wielkopolskiej linii. Spotkał się jednak z roszczeniami księcia śląskiego Henryka Brodatego, również polskiego księcia od 1232 r., który od 1234 r. podbił większość jego terytoriów. Gdy w 1238 roku następcą Henryka I został jego syn Henryk II Pobożny, Władysław Odonic został ograniczony do ziem wokół Ujścia. Zmarł w następnym roku, po czym wielki książę Henryk II rządził całą Wielkopolską, aż sam zginął w bitwie pod Legnicą w 1241 roku .

### Panowanie Przemysła I i Bolesława Pobożnego

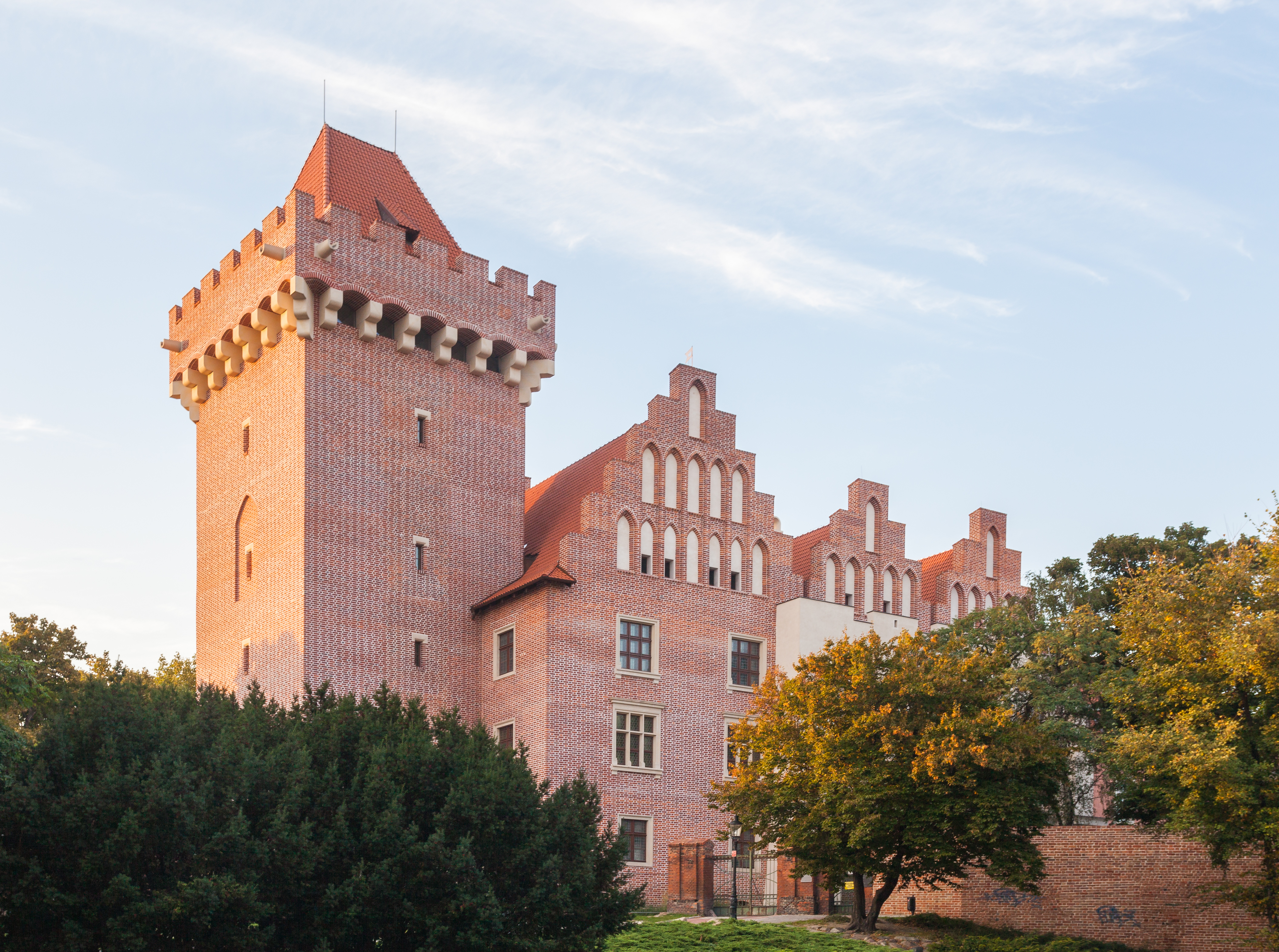
Zamek Królewski w Poznaniu

Wielkopolską linię Piastów kontynuowali synowie Władysława Odonica, Przemysł I i jego młodszy brat Bolesław Pobożny, którzy najpierw musieli odzyskać dziedzictwo od śląskich następców Henryka Pobożnego. Wkrótce potem doszło do konfliktu między braćmi: w 1247 roku Bolesław otwarcie zbuntował się przeciwko starszemu bratu z pomocą miejscowej szlachty i ziemie zostały formalnie podzielone, przez co młodszy otrzymał mniejszy powiat kaliski. Kłótnie trwały nadal, gdyż niezadowolony Bolesław rościł sobie także prawa gnieźnieńskie. Przemysł kazał go zdetronizować i aresztować w 1250 r., a dopiero w 1253 r. z upoważnienia arcybiskupa gnieźnieńskiego Bolesław został ponownie mianowany księciem kaliskim i gnieźnieńskim.
Przemysł musiał radzić sobie z ekspansjonistyczną polityką margrabiów brandenburskich Jana I i Ottona III, którzy w 1248 roku nabyli od księcia śląskiego Bolesława II Rogatkę ziemię lubuską przy zachodniej granicy swojego księstwa. Po jego śmierci w 1257 roku jego brat Bolesław został jedynym władcą całej Wielkopolski. 16 sierpnia 1264 roku Bolesław Pobożny wydał Statut kaliski, który rozszerzał prawa żydowskie w jego księstwie .

### Ekspansja brandenburska

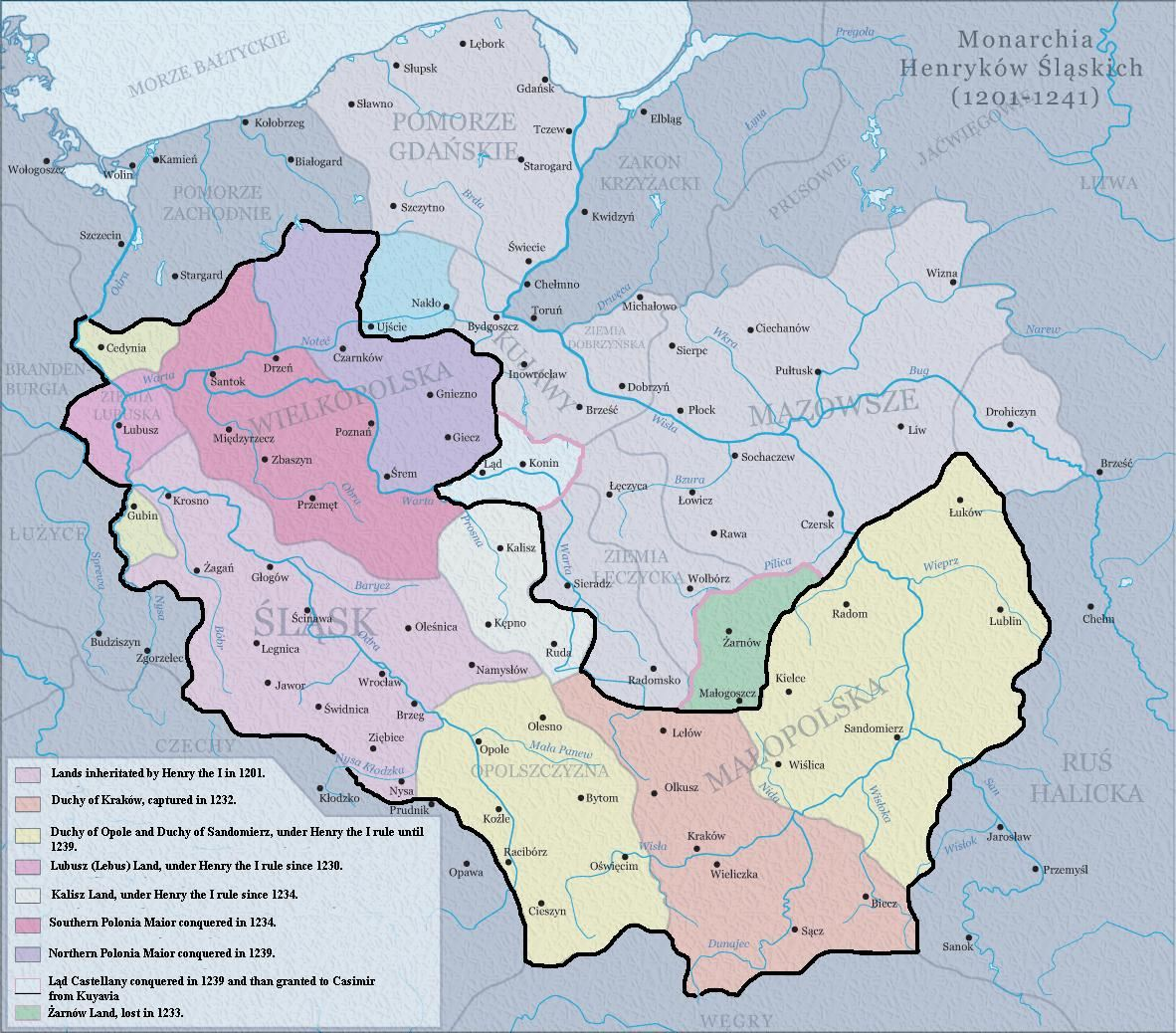
Księstwo wielkopolskie jako cześć monarchii Henryków śląskich

W 1134 roku na Połabiu Marchie Północną otrzymał od cesarza Lotara III margrabia Albrecht Niedźwiedź z rodu Askańczyków. Kontrola Albrechta nad tym terytorium przez dziesięciolecia była tylko nominalna, ale zaangażował się on w wiele zbrojnych wypraw przeciwko Słowianom połabskim m.in. plemieniem Stodoran. W walkach z księciem Jaksą z Kopanicy zdobył w 1157 roku ostatecznie stolicę Stodoran, Brennę (obecny Brandenburg an der Havel) i przyjął tytuł margrabiego Brandenburga. Przeciągu kilkudziesięciu lat granica władztwa niemieckiego przesunęła się bardzo na wschód, stając się poważnym zagrożeniem dla pobliskich polskich dzielnic (m.in. Wielkopolski), w dużej mierze dzięki powiększaniu obszaru nowo utworzonej Brandenburgii i zwiększaniu tam przewagi żywiołu niemieckiego. Od początku XIII w. margrabiowie brandenburscy, atakowali Pomorze Zachodnie. W 1239 roku Henryk II Pobożnym pokonał w bitwie pod Lubuszem margrabiów Ottona III i Jana I uniemożliwiając im podbój ziemi lubuskiej. Ostatecznie na przełomie lat 1250–1252, wykorzystując osłabienie polskich dzielnic walkami wewnętrznymi książąt polskich i pomorskich oraz najazdem mongolskim, Brandenburczycy zawładnęli ziemią lubuską oraz kasztelanię santocką, a następnie wbili się klinem między Pomorzem Zachodnim i Wielkopolską, podbijają ziemie wzdłuż dolnej Warty, Noteci, Drawy i Gwdy; na tych terenach organizując Nową Marchię (w odróżnieniu od Marchii Średniej, między Łabą i Odrą, oraz Marchii Starej, za Łabą) oddzielającą Pomorze Zachodnie od reszty ziem polskich. Na pobitych terenach margrabiowie prowadzili systematyczną kolonizację (Drang nach Osten); zakładali nowe wsie i miasta m.in. Landsberg (obecny Gorzów Wielkopolski) i Frankfurt nad Odrą, ścigając Niemieckich osadników. 

### Panowanie Przemysła II
Księstwo wielkopolskie (Królestwo Polskie 1295-1296)

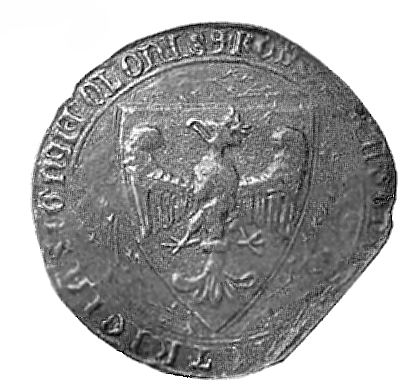
Orzeł Piastowski na rewersie pieczęci majestatycznej Przemysła II z 1295

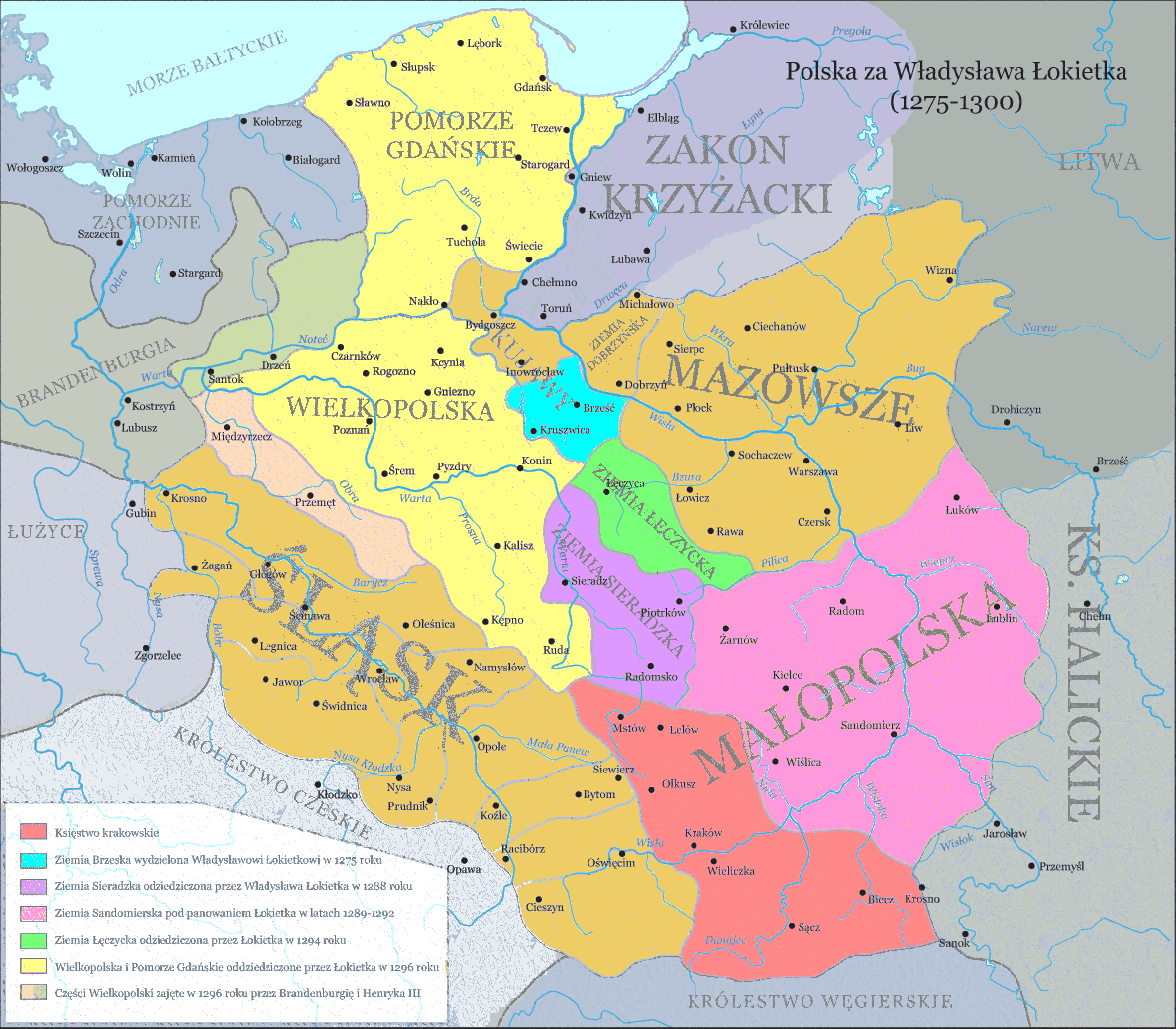
Polska w okresie 1275–1300
----
Księstwo wielkopolskie (Królestwo Polskie 1295-1296)

W 1279 roku władzę w Wielkopolsce objął Przemysł II. Chcąc zatrzymać ekspansje Brandenburczyków, sprzymierzył się księciem pomorskim Bogusławem IV. Zjednoczenie Wielkopolski z Pomorzem Gdańskim uczyniło Przemysła zdecydowanie najsilniejszym wśród Piastów. Nieoczekiwanie w roku 1290, na mocy testamentu księcia wrocławskiego Henryka IV Prawego, udało mu się objąć księstwo krakowskie, a co za tym idzie tron krakowski. Współpracując z arcybiskupem gnieźnieńskim, Jakubem Świnką, dążył do koronacji królewskiej (nieskutecznie realizowany być może wcześniej przez Henryka Prawego) i zjednoczenia monarchii piastowskiej. O tym, że już wtedy Przemysł myślał o koronacji, świadczy dobitnie fakt zabrania z Krakowa insygniów koronacyjnych. Nie mając jednak dostatecznego poparcia miejscowych możnych w rywalizacji z innym przedstawicielem dynastii piastowskiej, Władysławem Łokietkiem, oraz stojąc w obliczu zwiększającego się zagrożenia ze strony czeskiego władcy Wacława II, ostatecznie zdecydował się ustąpić z Małopolski, która znalazła się wówczas pod panowaniem tego Przemyślidy. W 1294 roku odziedziczył także ziemię pomorską na mocy umowy sukcesyjnej z księciem Mściwojem II.
26 czerwca 1295 roku, w niedzielę, w dniu świętych Jana i Pawła, w katedrze gnieźnieńskiej, Przemysł II został koronowany na króla Polski. Była to pierwsza koronacja władcy polskiego po 219 latach. Zaledwie siedem i pół miesiąca później, 8 lutego 1296 roku Przemysł został zamordowany w Rogoźnie podczas nieudanej próby porwania dokonanej z inspiracji margrabiów brandenburskich, z którymi współpracowały zapewne wielkopolskie rody Nałęczów i Zarembów.

### Zjednoczenie monarchii piastowskiej
Po śmierci Przemysła II linia męska wielkopolskich Piastów wygasła, a Wielkopolska stała się przedmiotem rozgrywek między Henrykiem III głogowskim a Władysławem Łokietkiem. W latach 1299–1305 władał nią Wacław II. Ostatecznie w 1314 roku Wielkopolskę opanował Władysław Łokietek. W ten sposób Wielkopolska weszła w skład odrodzonego Królestwa Polskiego (Łokietek koronował się na króla w 1320 roku). Księstwo zostało przekształcone w województwa poznańskie i kaliskie, które weszły następnie w skład administracyjny Korony Królestwa Polskiego, później Rzeczypospolitej Obojga Narodów .

## Książęta wielkopolscy
| Rok  | Książęta wielkopolscy                                                                      | Książęta wielkopolscy                                                                      | Książęta wielkopolscy                                                                      |
| Rok  | Poznań                                                                                     | Gniezno                                                                                    | Kalisz                                                                                     |
| 1138 | Mieszko III Stary                                                                          | Część Dzielnicy senioralnej                                                                | Część Dzielnicy senioralnej                                                                |
| 1179 | Odon Mieszkowic                                                                            | Część Dzielnicy senioralnej                                                                | Część Dzielnicy senioralnej                                                                |
| 1181 | Mieszko III Stary Książę zwierzchni Polski (Książę krakowski) od 1198                      | Mieszko III Stary Książę zwierzchni Polski (Książę krakowski) od 1198                      | Mieszko III Stary Książę zwierzchni Polski (Książę krakowski) od 1198                      |
| 1191 |                                                                                            |                                                                                            | Mieszko Młodszy                                                                            |
| 1193 | Odon Mieszkowic                                                                            |                                                                                            |                                                                                            |
| 1194 |                                                                                            |                                                                                            |                                                                                            |
| 1202 | Władysław III Laskonogi Książę zwierzchni Polski (Książę krakowski) do 1206 i 1227–1229    | Władysław III Laskonogi Książę zwierzchni Polski (Książę krakowski) do 1206 i 1227–1229    | Władysław III Laskonogi Książę zwierzchni Polski (Książę krakowski) do 1206 i 1227–1229    |
| 1207 |                                                                                            |                                                                                            | Władysław Odonic                                                                           |
| 1217 |                                                                                            |                                                                                            |                                                                                            |
| 1227 |                                                                                            |                                                                                            |                                                                                            |
| 1229 | Władysław Odonic                                                                           | Władysław Odonic                                                                           | Władysław Odonic                                                                           |
| 1234 | Henryk I Brodaty                                                                           |                                                                                            | Henryk I Brodaty                                                                           |
| 1238 | Henryk II Pobożny                                                                          | Henryk II Pobożny                                                                          | Henryk II Pobożny                                                                          |
| 1241 | Przemysł I i Bolesław Pobożny                                                              | Przemysł I i Bolesław Pobożny                                                              | Przemysł I i Bolesław Pobożny                                                              |
| 1247 |                                                                                            |                                                                                            | Bolesław Pobożny                                                                           |
| 1249 |                                                                                            | Bolesław Pobożny                                                                           |                                                                                            |
| 1250 | Przemysł I                                                                                 | Przemysł I                                                                                 | Przemysł I                                                                                 |
| 1253 |                                                                                            |                                                                                            |                                                                                            |
| 1257 | Bolesław Pobożny                                                                           | Bolesław Pobożny                                                                           | Bolesław Pobożny                                                                           |
| 1277 |                                                                                            |                                                                                            |                                                                                            |
| 1279 | Przemysł II Książę krakowski 1290–1291, Król Polski 1295–1296                              | Przemysł II Książę krakowski 1290–1291, Król Polski 1295–1296                              | Przemysł II Książę krakowski 1290–1291, Król Polski 1295–1296                              |
| 1296 | Władysław I Łokietek                                                                       | Władysław I Łokietek                                                                       | Władysław I Łokietek                                                                       |
| 1300 | Wacław II Król Czech i Polski                                                              | Wacław II Król Czech i Polski                                                              | Wacław II Król Czech i Polski                                                              |
| 1302 |                                                                                            |                                                                                            |                                                                                            |
| 1306 | Henryk III głogowski                                                                       | Henryk III głogowski                                                                       | Henryk III głogowski                                                                       |
| 1309 | Przemko głogowski, Henryk IV Wierny, Jan ścinawski, Bolesław oleśnicki, Konrad I oleśnicki | Przemko głogowski, Henryk IV Wierny, Jan ścinawski, Bolesław oleśnicki, Konrad I oleśnicki | Przemko głogowski, Henryk IV Wierny, Jan ścinawski, Bolesław oleśnicki, Konrad I oleśnicki |
| 1312 | Przemko głogowski, Henryk IV Wierny, Jan ścinawski                                         | Bolesław oleśnicki i Konrad I oleśnicki                                                    | Bolesław oleśnicki i Konrad I oleśnicki                                                    |
| 1313 | Przemko głogowski, Henryk IV Wierny, Jan ścinawski                                         | Bolesław oleśnicki                                                                         | Konrad I oleśnicki                                                                         |
| 1314 | Władysław I Łokietek Król zjednoczonego Królestwa Polskiego od 1320                        | Władysław I Łokietek Król zjednoczonego Królestwa Polskiego od 1320                        | Władysław I Łokietek Król zjednoczonego Królestwa Polskiego od 1320                        |
| 1314 | Przekształconie w województwo poznańskie                                                   | Przekształconie w województwo kaliskie                                                     | Przekształconie w województwo kaliskie                                                     |

Władcy całej Wielkopolski
- 1194–1202 Mieszko III Stary, Książę zwierzchni Polski (książę krakowski) od 1198
- 1202–1207 Władysław III Laskonogi, Książę zwierzchni Polski (Książę krakowski) do 1206 i 1227–1229
- 1229–1234 Władysław Odonic
- 1238–1241 Henryk II Pobożny, Książę śląski (wrocławski), Książę zwierzchni Polski (Książę krakowski)
- 1241–1247 Przemysł I i Bolesław Pobożny
- 1250–1253 Przemysł I
- 1257–1277 Bolesław Pobożny
- 1279–1296 Przemysł II, Książę krakowski 1290–1291, Król Polski 1295–1296
- 1296–1300 Władysław I Łokietek
- 1300–1305 Wacław II, Król Czech i Polski
- 1305–1309 Henryk III głogowski
- 1309–1312 Przemko głogowski, Henryk IV Wierny, Jan ścinawski, Bolesław oleśnicki, Konrad I oleśnicki
- od 1314 Władysław I Łokietek, Król Polski od 1320.